# Yoshu Fukushu
Yoshu Fukushu (予襲復讐) es el quinto álbum de estudio (A partir de Mimi Kajiru) completo de la banda japonesa Maximum The Hormone. Lanzado el 30 de julio, bajo el sello Vap Media Records.
El grupo incluyó 5 canciones de sus dos últimos sencillos; "Tsume Tsume Tsume/「F」" y "Greatest The Hits".

## Lista de canciones
1. . "Yoshu Fukushu [Our Merciless Home'war'k]" - 5:13
2. . "Bluetiful Intro:Tsukino Bakugeki-ki" - 0:31
3. . "Utsukushikihitobitonouta [Ode to Bluetiful People]" - 4:39
4. . "Benjo Sandal Dance [Toilet Sandal Dance]" - 4:04
5. . "Chu2 The Beam [8th Grader Beam]" - 4:01
6. . "[F]" - 4:10
7. . "Tsume Tsume Tsume [Claws Claws Claws" - 4:15
8. . "Rock Oreimairi ～3 Chords de Omae Fullbocco～ [Rocking Retaliation: Beat the Hell out of You with 3 Chords]" - 2:19
9. . "Unbelievable!: Swomints Hockeleiro Mifeho" - 3:35
10. . "A・L・I・E・N" - 4:46
11. . "my girl" - 4:51
12. . "Mesubuta no Ketsu ni Binta (Kick mo) [Bitch Ass Slapping: and Kicking]" - 2:41
13. . "Beauty Killosseum" - 5:22
14. . "maximum the hormone" - 4:55
15. . "Koino Sperm [Amorous Sperm]" - 5:37

## Formación
- Daisuke Tsuda (ダイスケはん) - vocalista screamo
- Ryu Kawakita (Maximum the Ryu マキシマムザ亮君) - guitarra y vocalista melódico
- Futoshi Uehara (Ue-Chan 上ちゃん) - bajo y voz de fondo
- Nawo Kawakita (ナヲ) - batería y vocalista